# Latronquière
Latronquière – miejscowość i gmina we Francji, w regionie Oksytania, w departamencie Lot.
Według danych na rok 1990 gminę zamieszkiwało 555 osób, a gęstość zaludnienia wynosiła 54 osoby/km² (wśród 3020 gmin regionu Midi-Pyrénées Latronquière plasuje się na 550. miejscu pod względem liczby ludności, natomiast pod względem powierzchni na miejscu 1065.).